# 东关街道 (潍坊市)
东关街道，是中华人民共和国山東省潍坊市奎文区下辖的一个乡镇级行政单位。

## 行政区划
东关街道下辖以下地区：
中学街社区、工福街社区、新华社区、院校街社区、中和园社区、李家街社区、苇湾社区、民生街社区和奎文门社区。